# 1110 (numero)
Millecentodieci (1110) è il numero naturale dopo il 1109 e prima del 1111.

## Proprietà matematiche
- È un numero pari.
- È un numero composto da 16 divisori: 1, 2, 3, 5, 6, 10, 15, 30, 37, 74, 111, 185, 222, 370, 555, 1110. Poiché la somma dei suoi divisori (escluso il numero stesso) è 1626 > 1110, è un numero abbondante.
- È un numero tetraprimo, ovvero ricavabile dal prodotto di 4 numeri primi distinti.
- È un numero di Harshad nel sistema numerico decimale.
- È parte delle terne pitagoriche (342, 1056, 1110), (360, 1050, 1110), (592, 1110, 1258), (624, 918, 1110), (666, 888, 1110), (1110, 1144, 1594), (1110, 1480, 1850), (1110, 2664, 2886), (1110, 4032, 4182), (1110, 6800, 6890), (1110, 8288, 8362), (1110, 12296, 12346), (1110, 20520, 20550), (1110, 34216, 34234), (1110, 61600, 61610), (1110, 102672, 102678), (1110, 308024, 308026).